# Spinimegopis buckleyi
Spinimegopis buckleyi är en skalbaggsart som först beskrevs av Charles Joseph Gahan 1894.  Spinimegopis buckleyi ingår i släktet Spinimegopis och familjen långhorningar.
Artens utbredningsområde är Nepal. Inga underarter finns listade i Catalogue of Life.